# Hexoplon nigricolle
Hexoplon nigricolle là một loài bọ cánh cứng trong họ Cerambycidae.